# Cristian Omar Maidana
Cristian Omar Maidana (Resistencia, província de Chaco, 24 de gener de 1987) és un futbolista argentí, que juga de migcampista.
Va fer el seu debut professional al Club Atlético Banfield el 2006, assolint ben prompte la titularitat. Al desembre del 2007 fitxa per al Spartak de Moscou per 3,5 milions de dòlars. El gener del 2009 és cedit al Recreativo de Huelva per a la segona volta de la temporada 08/09. Posteriorment fou jugador de Huracán, Atlante, Philadelphia Union, i Houston Dynamo.
Fou internacional amb la selecció argentina sots 20.